# Priesterrat
Der Priesterrat (lateinisch consilium presbyterale) ist ein Beratungsorgan des Bischofs in der römisch-katholischen Kirche. Gemäß dem Kirchenrecht ist er tamquam senatus,  „gleichsam der Senat des Bischofs“, der das Priesterkollegium des Bistums repräsentiert und den Bischof bei der Leitung der Diözese berät und unterstützt.
Grundlage für das Gremium ist die gemeinsame Teilhabe von Bischof und Priestern an demselben priesterlichen Amt. Das Zweite Vatikanische Konzil hatte in seinem Dekret Presbyterorum ordinis über Dienst und Leben der Priester diese Verbundenheit zum Ausdruck gebracht: „Alle Priester haben zusammen mit den Bischöfen so an ein und demselben Priestertum und Amt Christi teil, daß diese Einheit der Weihe und Sendung ihre hierarchische Gemeinschaft mit dem Stand der Bischöfe erfordert.“
Ein Priesterrat ist für jede Diözese vorgeschrieben und gibt sich im Rahmen eventueller Vorgaben der regionalen Bischofskonferenz eigene Statuten, die vom Diözesanbischof genehmigt werden müssen. Dem Gremium gehören etwa zur Hälfte von den Priestern gewählte Mitglieder an, dazu kommen wegen ihrer Funktion geborene Mitglieder und einige vom Diözesanbischof frei ernannte Priester. Vorsitzender des Priesterrates ist der Bischof, der Priesterrat wählt einen Sprecher. Der Priesterrat hat nur beratendes Stimmrecht, der Bischof muss ihn aber bei allen Angelegenheiten von größerer Bedeutung anhören (CIC can. 500 § 2). Die Amtszeit wird in den Statuten festgelegt, doch muss es innerhalb von jeweils fünf Jahren zu einem Wechsel mindestens eines Teils der Mitglieder kommen. Bei ernsthaften Differenzen hat der Bischof das Recht, den Priesterrat aufzulösen und innerhalb eines Jahres neu zu bilden. Tritt Sedisvakanz ein, hört der Priesterrat auf zu bestehen (CIC can. 501).
Aus den Mitgliedern des Priesterrats ernennt der Bischof das sechs- bis zwölfköpfige Konsultorenkollegium, sofern nicht die Bischofskonferenz dessen Aufgaben auf das Domkapitel übertragen hat. Es hat vor allem im Fall einer Sedisvakanz wichtige Aufgaben bei der Verwaltung der Diözese und der Bestellung eines neuen Bischofs.